# Rendőr Kulturális és Hagyományőrző Egyesület
A Rendőr Kulturális és Hagyományőrző Egyesület (RKHE) egy 1998-ban alakult társadalmi szervezet. Céljai a Magyarország rendőrségét érintő kulturális, sport- és szabadidős rendezvények szervezése és lebonyolítása, a hagyományok ápolása és felelevenítése, a rendvédelem emlékeit megörökítő műemlékek ápolása, védelme.
Az egyesület elnöke Sas Ferenc r. ezredes, tiszteletbeli elnöke Bodrogi Gyula színművész.